# Christian Müller (Fußballspieler, 1984)
Christian Müller (* 28. Februar 1984 in Berlin) ist ein deutscher Fußballspieler.

## Karriere
Müller begann seine Karriere bei Tasmania Neukölln (ab 2000 Tasmania Gropiusstadt). Anschließend spielte er für die A-Jugend-Mannschaft von Hertha BSC. Sein Bundesliga-Debüt gab er am 11. September 2004 als Einwechselspieler beim Spiel gegen den 1. FC Nürnberg. Zwei Wochen später erzielte er gegen den Hamburger SV sein erstes Bundesligator. Im Spiel der deutschen U-21-Nationalmannschaft gegen Polen zog sich Müller am 16. November 2004 einen Schien- und Wadenbeinbruch zu, der ihn zu einer langen Pause zwang. Nach mehr als zwei Jahren gab Müller im Februar 2007 sein Comeback in der Bundesliga.
Am 24. Januar 2008 unterschrieb Müller einen Vertrag beim FC Energie Cottbus, der nach dem Ende der Saison 2008/09 nicht verlängert wurde. Daraufhin wechselte er zum Zweitligisten TuS Koblenz. Durch den Abstieg der TuS Koblenz 2010 wurde sein Zweijahresvertrag ungültig. Am 11. November 2010 unterzeichnete er einen Vertrag bei Arminia Bielefeld. Zwei Tage später gab er sein Debüt gegen den VfL Osnabrück. Aufgrund des Abstiegs der Arminia in die 3. Liga erhielt Müller keinen neuen Vertrag und wechselte zur Saison 2011/12 zu Energie Cottbus. Dort unterschrieb er einen Zweijahresvertrag. Dieser Vertrag wurde in der Sommerpause 2012 nach einem Jahr in beidseitigem Einvernehmen aufgelöst.
Im September 2012 unterschrieb Müller dann einen Zweijahresvertrag bei seinem ehemaligen Klub Arminia Bielefeld. Mit der Arminia gewann Müller 2013 den Westfalenpokal und stieg in die 2. Bundesliga auf. Nach einer Spielzeit in der 2. Bundesliga verlor Müller mit Arminia die Relegation gegen den SV Darmstadt 98 und stieg erneut in die dritte Liga ab. Müller verlängerte im Juni 2014 seinen auslaufenden Vertrag bis Juni 2016. Nach nur einem Jahr wurde der direkte Wiederaufstieg in die 2. Bundesliga erreicht. Außerdem erzielte Müller im letzten Saisonspiel gegen die SG Sonnenhof Großaspach den 1:0-Siegtreffer und sicherte der Arminia somit die Meisterschaft. Mit insgesamt 10 Saisontoren stellte er zudem eine persönliche Bestmarke auf.
Mitte Januar 2016 sorgte Müller für Aufsehen, da er sich aus Sorge um seine Sicherheit gegen eine Teilnahme am Trainingslager der Mannschaft in der Türkei, welche durch einen Terroranschlag in Istanbul ausgelöst wurde, entschied. Müller verließ Arminia Bielefeld anschließend im Februar 2016 und wechselte nach Ungarn zum Erstligisten Vasas Budapest. Im Dezember 2016 erfolgte der Wechsel zu Preußen Münster. Nach 5 Einsätzen für die Westfalen endete Müllers Kontrakt im Juni 2017. Ein Wechsel zum zyprischen Erstligisten Aris Limassol scheiterte anschließend kurz vor Vertragsunterzeichnung.
Anfang Oktober gab der Regionalligist KFC Uerdingen seine Verpflichtung bis Saisonende bekannt. Mit den Uerdingern wurde Müller Meister der Regionalliga West und stieg in die 3. Liga auf, allerdings wurde sein Vertrag nicht verlängert. Im Oktober 2018 unterzeichnete Müller einen Vertrag beim Westfalenligisten SC Herford. Nachdem sein Vertrag am Saisonende ausgelaufen war, war er zunächst vereinslos, bis Müller sich im Februar 2020 dem Ligarivalen VfB Fichte Bielefeld anschloss. Seit September 2020 spielt Müller für den TuS Lockhausen in der Kreisliga A Lemgo.

## Erfolge
- Aufstieg mit Arminia Bielefeld in die 2. Bundesliga 2013 und 2015
- Westfalenpokalsieger mit Arminia Bielefeld 2013
- Drittliga-Meister 2015 mit Arminia Bielefeld
- Aufstieg in die 3. Liga 2018 mit dem KFC Uerdingen